# Claude-Antoine Prieur-Duvernois
Claude Antoine, conde Prieur-Duvernois, generalmente conocido como Prieur de la Côte-d'Or después de su departement nativo, para distinguirle de Pierre Louis Prieur (2 de diciembre de 1763– 11 de agosto de 1832) fue un ingeniero y un político francés, durante y después de la revolución francesa.

## Vida

### Infancia, juventud y principios revolucionarios
Nació en Auxonne, Côte-d'Or. Como un oficial de ingenieros,  presente a la Asamblea Nacional Constituyente en 1790 un Mémoire en la estandarización de pesos y medidas.
En 1791, en Côte-d'Or fue reelegido a la Asamblea Legislativa, y en 1792 a la Convención Nacional. En 1792, Prieur-Duvernois fue enviado en una misión al Ejército del Rin para anunciar la destitución del rey Luis XVI, después de haber votado a favor de su ejecución.
En 1793 sirvió como representante en misión a encuestar los puertos de Lorient y Dunkirk. Fue arrestado en Normandía después de la caída de los Girondinos (junio de 1793) por rebelarse a las autoridades de Caen. Fue puesto en libertad en julio de 1793 después de la derrota de su ejército en Vernon.

### Comité de Seguridad Pública
El 14 de agosto de 1793, se convirtió en miembro del Comité de Seguridad Pública, donde se alió con Lazare Carnot en la organización de defensa nacional. Su trabajo incluía proporcionar municiones para las tropas combatientes en las Guerras revolucionarias francesas. Prieur trabajó estrechamente con científicos prominentes en Francia. El comité trabajó con varios científicos franceses notables, incluyendo a Lagrange, Lamarck, y a Vandermonde.  Prieur y Carnot defendieron el uso de globos de observación en la guerra después de algunos experimentos en Meudon. Esto dirigió a su despliegue en la Batalla de Fleurus.
Con Carnot, Prieur se alineó con el Reinado de Terror, y votó a favor de la ejecución de Georges Danton. Cuando el comité colapsó, Prieur se puso del lado de Carnot y Lindet, otros dos especialistas del comité.
Prieur mantuvo su cargo después de la reacción de Termidor. Evitó su captura en los disturbios de Prairial Insurrección (20 de mayo de 1795), y posteriormente se salvó de los ataques de los moderados en la convención Termidor.

### Directorio e Imperio
Bajo el Directorio, Prieur tuvo un puesto en el Consejo de los quinientos hasta que Napoleón Bonaparte, lideró el golpe de Estado del 18 de Brumario (9 de noviembre de 1799). En 1808 fue creó un condado del Imperio, y en 1811 se retiró del ejército con el grado de jefe de brigada (el equivalente a coronel).
Prieur-Duvernois fue uno de los fundadores del École Polytechnique. En este trabajo,  ayudó a establecer el Instituto de Francia, para adoptar el sistema métrico, y para fundar la Bureau des Longitudes. Prieur murió en Dijon.

## Literatura
- Bernd Jeschonnek. Revolution in Frankreich 1789 bis 1799. Ein Lexikon. Akademie-Verlag, Berlín 1989, ISBN 3-05-000801-6.
- Walter Markov, Albert Soboul. 1789. Die Große Revolution der Franzosen. Urania-Verlag, Leipzig-Jena-Berlin, 1ª ed. 1989, ISBN 3-332-00261-9.